# Numbat

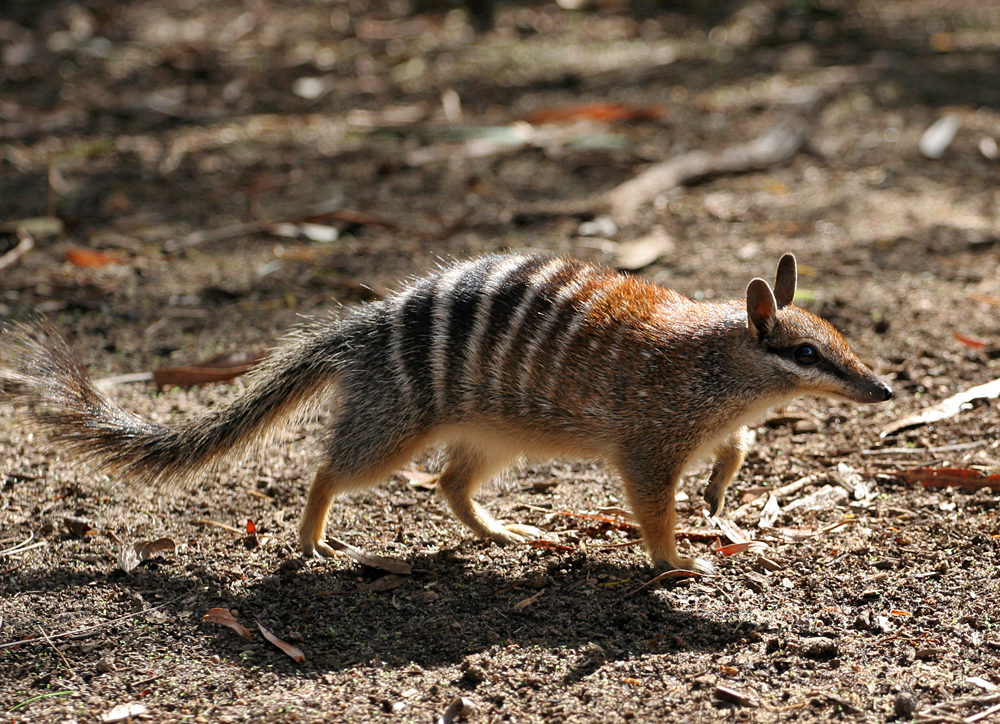
Un exemplar de Myrmecobius fasciatus în captivitate la grădina zoologică din Perth, Australia.

Numbatul (Myrmecobius fasciatus) este singurul marsupial care este activ toată ziua, în permanență în căutare de termite, care constituie aproape în întregime hrana lui. Sapă după ele în pământul moale cu ghearele din față și le prinde cu limba lungă și lipicioasă. Trăiește în Australia și nu cântărește foarte mult.

## Descriere
Este un animal solitar cu o lungime de până la 27,5 cm (fără coadă), lungimea cozii fiind de până la 21 cm, cu o greutate de până la 700 g, care trăiește în pădurile temperate din S-V Australiei.